# Alba Volán Székesfehérvár
Alba Volán Székesfehérvár je madžarski hokejski klub, ki igra v Ligi EBEL. Domače tekme igrajo v Székesfehérvárju na Madžarskem. Njihova dvorana se imenuje Ledena dvorana Székesfehérvár.

## Zgodovina
Leta 1977 je ekipa Volán Székesfehérvár kot novinec vstopila v državno prvenstvo. Največji razlog za obstoj kluba je bila novo zgrajena ledena dvorana v mestu Székesfehérvár, kamor se je klub preselil iz Budimpešte. Predtem se je namreč imenoval Volán Budimpešta. Ker so takrat še vsi igralci živeli v Budimpešti, je ekipa še naprej trenirala v Budimpešti in le domače tekme so se igrale v Székesfehérvárju. Obenem je klub začel tudi z iskanjem lokalnega podmladka v Székesfehérvárju, program je vodil Gábor Ocskay.
Ekipa je prvič igrala v Madžarskem prvenstvu 30. oktobra 1977. Volán Székesfehérvár je zmagal s 6:4, prvi gol v zgodovini kluba je zadel Pápai. Otvoritvena slovesnost in uradna predstavitev kluba domačinom je bila napovedana za 7. november, a je bila odpovedana zaradi tehničnih pomanjkljivosti. Igralci so se tako domačinom in javnosti predstavili šele teden pozneje zopet na tekmi proti ekipi Újpesta, ki so jo izgubili z 1:6. 
Leta 1981 je Ferencváros, ki je prvenstvo začel z mladinsko ekipo, hitro izpadel iz tekmovanja za državni naslov. Tako sta favorita za končno zmago postala Újpest in Székesfehérvár. Pod taktirko trenerja Ambrusa Kóse je ekipa iz Székesfehérvárja osvojila prvenstvo, kar je bil prvi naslov državnega prvaka za kako podeželsko ekipo.
Toda Alba Volán ni uspela ponoviti uspeha še nadaljnjih 20 let. Újpesti TE (takrat imenovan Újpesti Dózsa) je dominiral v 80. letih, Ferencváros pa v začetku 90. let. Nato sta pobudo prevzeli ekipi Dunaferr SE in Alba Volán, za kar ima glavne zasluge predvsem odlično delo z mladimi pri obeh ekipah. Tako so se razvili mladi talenti, kot so Gábor Ocskay in Krisztián Palkovics (pri Albi Volán) ter Balázs Ladányi in András Horváth pri Dunaferrju. V tem času sta začeli propadati ekipi iz Budimpešte, ker sta imeli moštvi Dunaferr in Alba Volán pokriti ledeni dvorani, takih objektov pa ni bilo moč najti v glavnem mestu. Alba Volán je v sezoni 1998/99 osvojila prvenstvo prvič po 20 letih, česar pa ni uspela ponoviti naslednjo sezono, zato ji je naslov prevzel Dunaferr.
V sezoni 2000/01 se je ekipa močno okrepila. Prišla sta dva bivša slovaška reprezentanta Lubomir Rybovic in Roman Mega, ter trener Jan Jasko. Prav tako je vodstvo kluba uspelo zadržati domača zvezdnika Ocskaya in Palkovicsa. Okrepljena ekipa je kazala odlične igre v končnici in tako je pripeljala naslov nazaj v Székesfehérvár.
Naslednjo sezono je Alba Volán prevladovala v rednem delu sezone, a jo je v končnici premagala ekipa Dunaferrja. Nasprotni trener Dušan Kapusta je uspel stopnjevati formo igralcev in Dunaferr je brez težav vrnil milo za drago. Naslednje leto je zmagala Alba Volán, ki je nato ta uspeh nadgradila še z naslovi madžarskega prvaka v nadaljnjih štirih letih. Sezona 2002/03 je bila še posebej uspešna, saj je Alba Volán prvič v zgodovini domačemu naslovu dodala še naslov prvaka Interlige. 
Mednarodna hokejska zveza (IIHF) je določila za prizorišče velikega finala IIHF Celinskega pokala 2005 prav Székesfehérvár. Zaradi odpovedane NHL sezone so mnogi NHL zvezdniki blodili po evropskih ligah in kar nekaj jih je prišlo leta 2005 zato v Székesfehérvár. Udeležene tuje ekipe so bile Dinamo Moskva, HKm Zvolen in Milano Vipers. Poleg privlačnega hokeja je domače občinstvo navdušila tudi zmaga Albe Volán proti italijanskemu moštvu Milano Vipers. IIHF je bila z organizacijo tekmovanja tako zadovoljna, da se je veliki finale IIHF Celinskega pokala vrnil v Székesfehérvár še leta 2006 in 2007. V sezoni 2006/07 je Alba Volán še drugič zmagal v Interligi. 
V sezoni 2007/08 se je vodstvo kluba odločilo za vstop v Ligo EBEL. Ta odločitev je resda prinesla dvig obiska, a je ekipa razočarala in osvojila zadnje 10. mesto po rednem delu in 9. mesto v kvalifikacijski rundi. Tudi prihod ameriškega strokovnjaka in bivšega selektorja slovenske hokejske reprezentance Teda Satorja ni prinesel preobrata za madžarski klub. Sezono 2008/09 je Alba Volán začela naravnost sanjsko, saj je po uvodnih zmagah zasedala prvo mesto na lestvici. Nadaljevanje je bilo slabše in Alba Volán po 36 kolih zaseda zadnje 10. mesto.

## Statistika

### Liga EBEL
| Sezona  | Redni del | Redni del | Redni del | Redni del | Redni del | Redni del | Redni del | Redni del | Redni del | Končnica | Končnica | Končnica | Končnica | Končnica | Končnica | Končnica | Končnica | Uvrstitev   |
| Sezona  | T         | Z         | P         | PPP       | OZ        | DG:PG     | GR        | TOČ       | POZ       | T        | Z        | P        | PPP      | OZ       | DG:PG    | GR       | TOČ      | Uvrstitev   |
| ------- | --------- | --------- | --------- | --------- | --------- | --------- | --------- | --------- | --------- | -------- | -------- | -------- | -------- | -------- | -------- | -------- | -------- | ----------- |
| 2007/08 | 42        | 7         | 31        | 4         | 21,43%    | 78:152    | -74       | 18        | 10        | −        | −        | −        | −        | −        | −        | −        | −        | 10. mesto   |
| 2008/09 | 54        | 17        | 28        | 9         | 37,96%    | 129:178   | -49       | 43        | 9         | −        | −        | −        | −        | −        | −        | −        | −        | 9. mesto    |
| 2009/10 | 54        | 25        | 22        | 7         | 52,78%    | 165:184   | -19       | 57        | 7         | 5        | 1        | 2        | 2        | 40,00%   | 12:20    | -8       | −        | Četrtfinale |
| 2010/11 | 54        | 21        | 26        | 7         | 44,68%    | 162:201   | -41       | 49        | 9         | −        | −        | −        | −        | −        | −        | −        | −        | 9. mesto    |
| Skupaj  | 204       | 70        | 107       | 27        | 39,55%    | 534:725   | -191      | 167       | −         | 5        | 1        | 2        | 2        | 40,00%   | 12:20    | -8       | −        |             |

## Trenerji
- József Kertész  1977/78-1978/79
- Ambrus Kósa  1979/80-1980/81
- János Balogh  1981/82-1982/83
- Antal Palla 1983/84-1984/85
- Gábor Ocskay starejši 1985/86-1987/88
- Ferenc Lőrincz 1988/89
- Elek Tamás 1989/90-1990/91
- Borisz Puskarjov 1996/97
- Tibor Kiss 1999/00
- Jan Jasko 2000/01-2002/03
- Branislav Sajban 2003/04
- Pat Cortina 2003/04-2005/06
- Karol Dvořak 2006/07
- Jan Jasko 2006/07-2007/08
- Lajos Énekes 2007/08
- Ted Sator 2007/08-2008/09
- Lajos Énekes 2008/09
- Jarmo Tolvanen 2009/10
- Ulf Weinstock 2010/11

## Upokojene številke
- 25  Balázs Kangyal, 1997–2008, (27. januar 2009)
- 19  Gábor Ocskay, 1983–2009, (1. april 2009)